# Walls (Apparat)
| Recensione   | Giudizio |
| ------------ | -------- |
| AllMusic     |          |
| Sputnikmusic |          |
| Ondarock     | 6.5/10   |

Walls è un album di Apparat, pubblicato nel 2007.
L'album ha ricevuto recensioni positive dai critici, su AllMusic è giudicato "notevole", mentre Pitchfork lo paragona ai lavori degli M83 e Slowdive definendolo "uno dei migliori dischi di elettronica dream pop".
Raz Ohara ha contribuito alla parte vocale in "Hailin from the Edge", "Holdon", "Headup" e "Over and Over".

## Tracce
1. Not a Number – 3:59
2. Hailin from the Edge – 3:39
3. Useless Information – 4:04
4. Limelight – 4:12
5. Holdon – 4:10
6. Fractales Pt. 1 – 3:34
7. Fractales Pt. 2 – 2:06
8. Birds – 5:03
9. Arcadia – 5:10
10. You Don't Know Me – 4:24
11. Headup – 5:06
12. Over and Over – 5:07
13. Like Porcelain – 9:19